# Natasha Hamilton
Natasha Maria Hamilton (Liverpool, 17 luglio 1982) è una cantante britannica.

## Carriera
Attiva anche come ballerina, è conosciuta come una delle tre componenti del girl group Atomic Kitten. Il gruppo, composto anche da Kerry Katona (poi sostituita da Jenny Frost) e Liz McClarnon, ha esordito nel 1999.
Nel 2009 ha preso parte al film Dance Flick.
Nel marzo 2012 la line-up originale delle Atomic Kitten si è ricostituita.